# Güira de Melena
Güira de Melena é um município de Cuba pertencente à província de Artemisa.